# Califato ¾
Califato ¾ o Califato 3×4 és un grup música andalús. Les seves cançons barregen elements de la tradició musical andalusa amb gèneres moderns com el rock, l'electrònica i el punk. Ells mateixos han denominat el seu estil com a «folklore futurista».
Les seves cançons fan moltes referències a la seva terra natal, i tenen una notable tendència andalusista, reinventant la cultura i idiosincràsia flamenca des d'una perspectiva «respectuosa alhora que irreverent». Les lletres de les seves cançons, així com els títols, estan escrits en Êttandâ pal andalûh. Aquestes idees van quedar plasmades en un manifest publicat pel grup.

## Biografia
Van començar com un grup de coneguts interessats en la música, i particularment en la fusió de música folklòrica amb l'electrònica. D'unes vacances junts en una casa de camp a Aznalcóllar, en van tornar amb sis temes que van reunir en el que posteriorment seria el seu primer EP, L’ambôccá (2018). Després d'això, van publicar l'àlbum amb el segell discogràfic (i col·lectiu) Breaking Bass Records, amb seu a Sevilla, i es van unir formalment com a grup.
La música de Califato ¾ amalgama característiques del reggae, la música psicodèlica, l'electrònica, el hip-hop, les sevillanes i altre folklore. Fins i tot de les marxes processionals de la Setmana Santa andalusa. Les seves cançons inclouen nombroses referències culturals, des dels xiulets western de Kurt Savoy, a Genesis P-Orridge i found sounds fins al soroll d'un encenedor o gels abocant-se en un cubata. Segons ells «és l'absència de prejudicis per barrejar-lo tot. No existeix alta cultura o baixa cultura, és tot un conjunt. I tot són referents. Nosaltres reivindiquem això».
El nom Califato ¾ els vincula amb la tradició i història andaluses. «Califato» està lligat amb el passat andalusí. D'altra banda, entre els membres del grup van donar al cantant, Chaparro, el malnom de califa quan es va deixar la barba llarga. El compàs de ¾ (pronunciat 'tres per quatre', no 'tres quarts') és un dels compassos del flamenc, juntament amb el 6/8 i el 12/8.
El 2020 van ser programats en festivals com el BBK (Bilbao), el Sònar (Barcelona) i el Sound Isidro (Madrid), abans que la pandèmia per coronavirus els cancel·lés. El seu últim disc, La Contraçeña, va ser publicat el 28 de febrer, dia d'Andalusia, de 2021.
Al 

## Membres
- 'The Gardener' Manuel Chaparro, veu
- 'Esteban Bove', Esteban Espada, baix
- 'S Curro', Feina Morals, guitarra i veu
- Rosana Pappalardo, veu
- 'Serokah' Sergio Ruiz, teclats
- Guilli Iniesta, guitarra flamenca
- Lorenzo Soria (electrònica)
- 'Digital Diògenes' Diego Caro, projeccions

## Discografia

### Àlbums i EPs
- L’ambôccá (2018)
- Puerta de la Cânne (2019)
- En bûcca i câttura, EP (2020)
- Ruina, EP (2020)
- La Contraçeña (2021)
- La Contraçeña (Remîççê Bol.I) (2022)
- La Contraçeña (Remîççê Bol.II) (2022)
- Lola, EP (2023)
- ÊCCLABÔ DE LIBERTÁ (2024)

### Singles
- Camí de Aghmat (2019)
- Buleríâ de l'aire acondiçionao (2019)
- Fandangô de Carmen Porter (2020)
- Çambra del Huebê Çanto (2020)
- La bía en roça (2021)
- Te quiero y lo çabê (2021)
- No înno de Andaluçia (2021)
- Lô amantê de Çan Pablo (2022)
- ÊCCLABÔ DE LIBERTÁ (2023)
- XANCLA LEBANTÁ (2023)
- La Makinita (2024)
- ÇEGAORÂ (2024)
- ANDALUÇÊ YORÁ (2024)
- LIBRE ÇOY {TARANTÔ DE LIBERTÁ} (2024)